# Pasmo Jeleniowskie

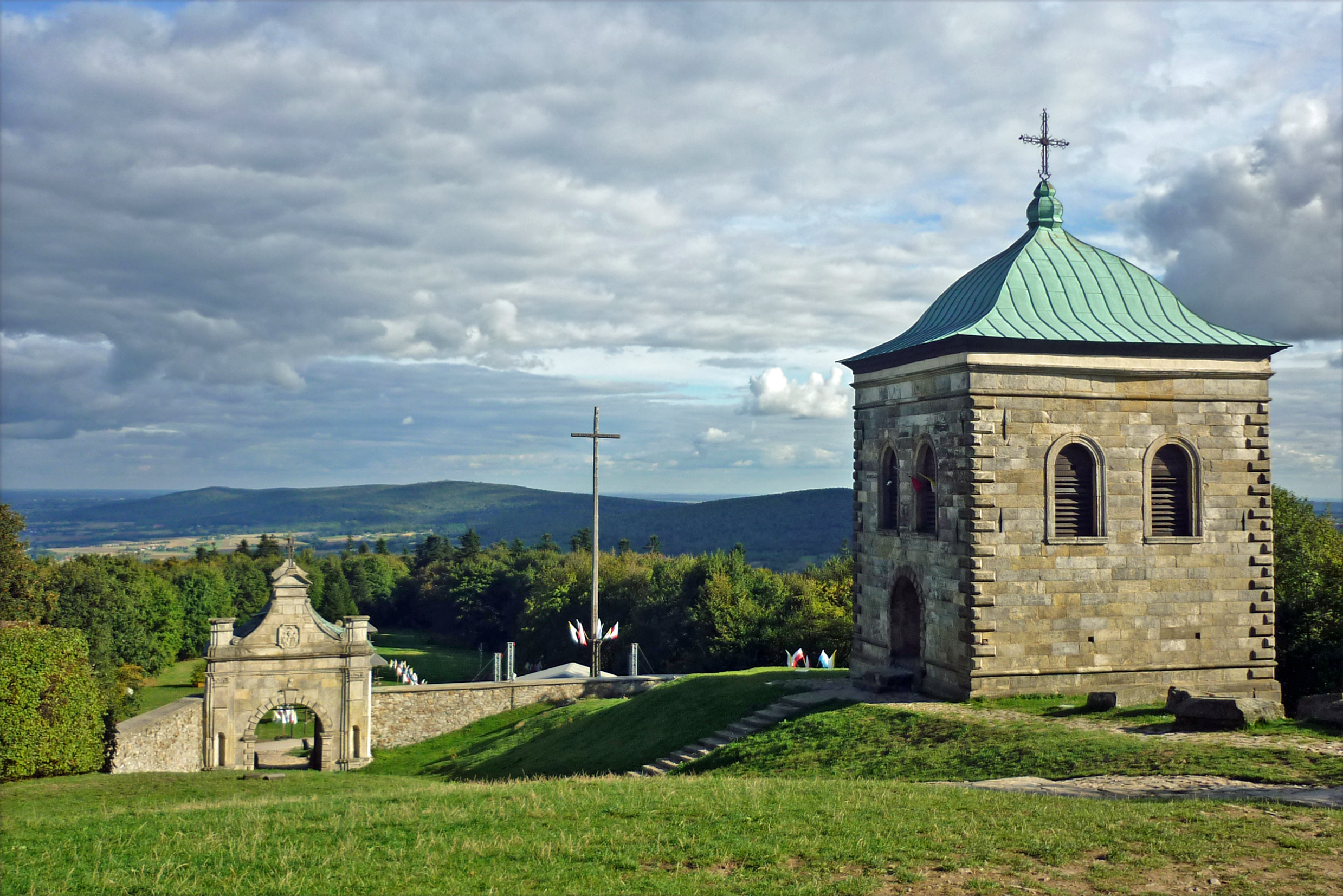

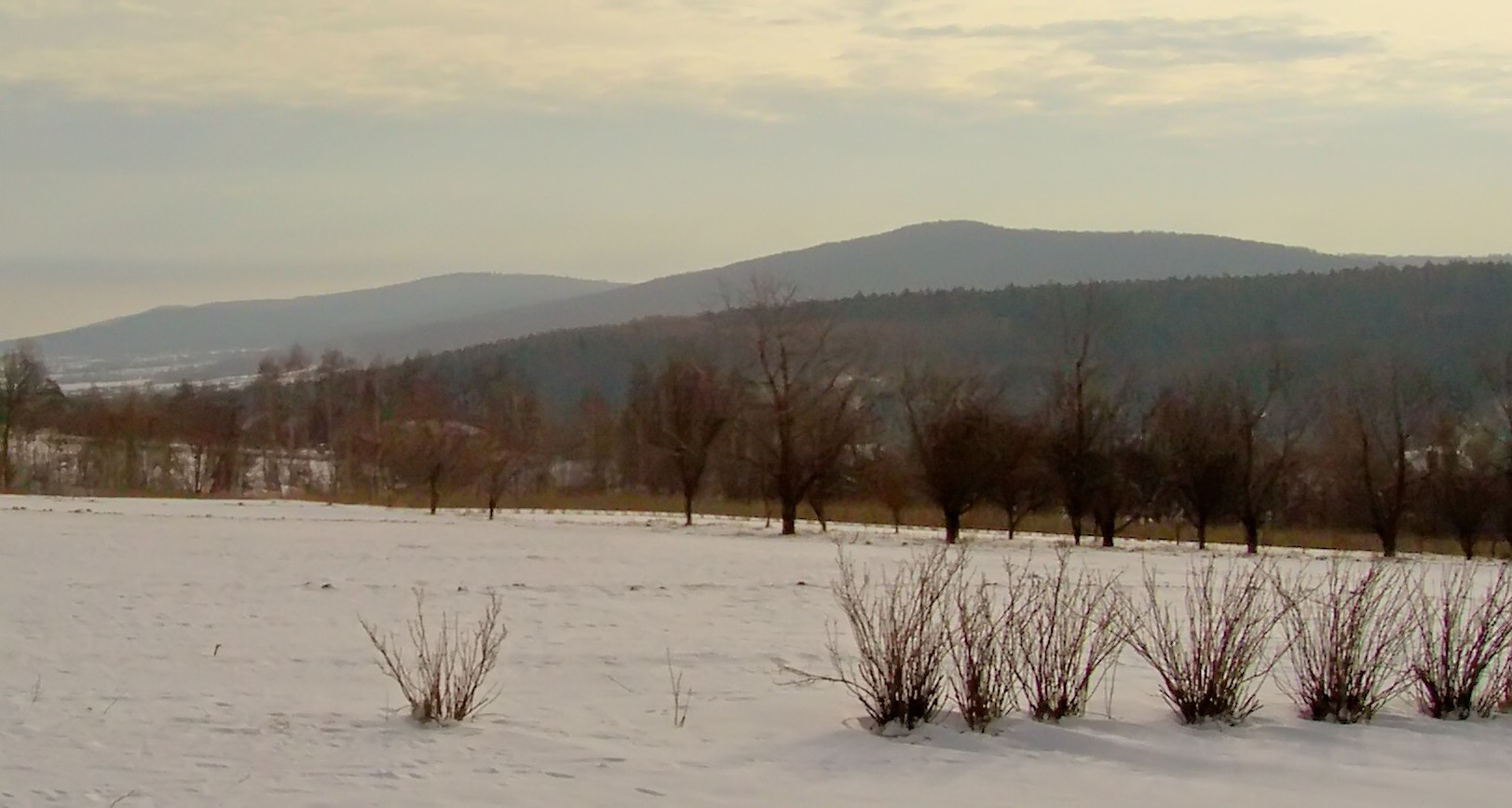
Pasmo Jeleniowskie

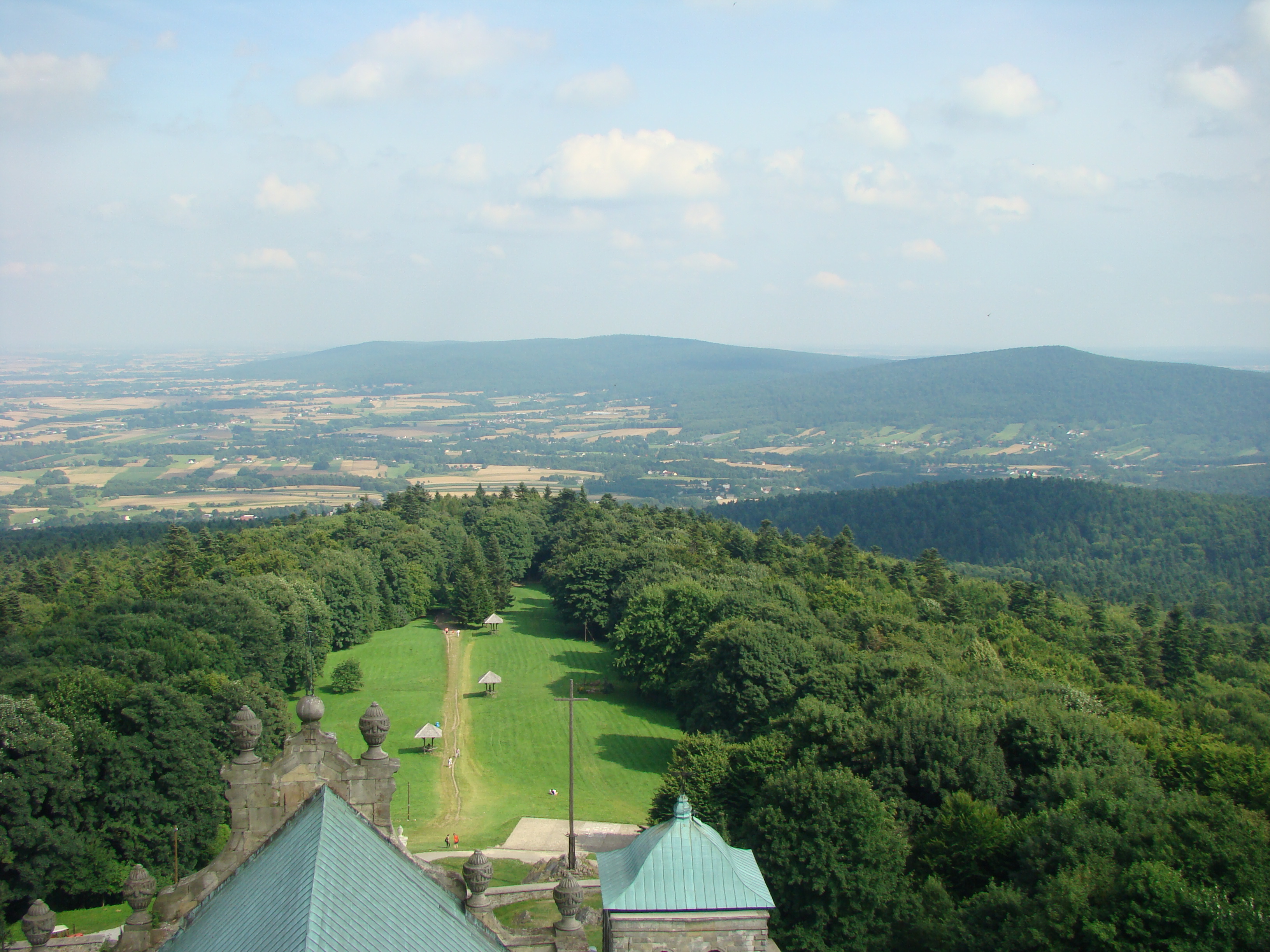
Pasmo Jeleniowskie ze szczytu Łysej Góry

Pasmo Jeleniowskie – pasmo Gór Świętokrzyskich, rozciągające się od doliny rzeki Słupianki na zachodzie do Wyżyny Sandomierskiej, w okolicach wsi Bukowiany pod Opatowem, na wschodzie.
Pasmo zbudowane jest z kwarcytów kambryjskich. Niemal w całości porośnięte jest lasem jodłowo-bukowym. Wchodzi w skład Jeleniowskiego Parku Krajobrazowego. W Paśmie Jeleniowskim występują charakterystyczne dla Gór Świętokrzyskich gołoborza (m.in. na Górze Jeleniowskiej i na Szczytniaku).
W czasie powstania styczniowego w miejscowych lasach obozowały oddziały pułkownika Karola Kality. Podczas II wojny światowej Pasmo Jeleniowskie było kryjówką dla oddziałów partyzanckich AK i GL.
Na północno-wschodnim stoku Góry Witosławskiej, przy ścieżce do Witosławic znajduje się drewniana kaplica p.w. Zesłania Ducha Świętego z XVIII/XIX wieku, obok której jest cudowne źródełko z kamienną rzeźbą Matki Bożej z Dzieciątkiem z XVIII wieku.
Przez pasmo przebiega  Główny Szlak Świętokrzyski im. Edmunda Massalskiego z Gołoszyc do Kuźniaków oraz czarny  szlak turystyczny z Nowej Słupi do Piórkowa.

## Główne szczyty
- Szczytniak – 554 m n.p.m.
- Góra Jeleniowska – 533 m n.p.m.
- Góra Chocimowska – 521 m n.p.m.
- Góra Witosławska – 491 m n.p.m.
- Wesołówka – 469 m n.p.m.
- Skoszyńska – 451 m n.p.m.
- Truskolaska – 448 m n.p.m.